# Yorke Hill
Yorke Hill es una localidad de Santa Lucía, que forma parte del distrito de Castries.